# Joan Davis
Pour les articles homonymes, voir Davis.
Joan Davis est une actrice américaine née Madonna Josephine Davis, le 29 juin 1912 à Saint Paul (Minnesota), et morte le 22 mai 1961 à Palm Springs (Californie).

## Filmographie partielle

### Cinéma
- 1937 : Le Prince X (Thin Ice) de Sidney Lanfield
- 1937 : Angel's Holiday de James Tinling
- 1937 : Petit Démon (The Holy Terror) de James Tinling
- 1937 : Sur l'avenue (On the Avenue) de Roy Del Ruth
- 1938 : La Vie en rose (Just Around the Corner) d'Irving Cummings
- 1938 : Josette et compagnie (Josette) d'Allan Dwan
- 1939 : Dîner d'affaires (Day-Time Wife) de Gregory Ratoff
- 1939 : Descente en vrille (Tail Spin) de Roy Del Ruth
- 1940 : Poings de fer, cœur d'or (Sailor's Lady) d'Allan Dwan
- 1941 : Fantômes en vadrouille (Hold That Ghost) d'Arthur Lubin
- 1941 : Tu seras mon mari (Sun Valley Serenade) de H. Bruce Humberstone
- 1943 : La Musique en folie (Around the World) d'Allan Dwan
- 1950 : Ma brute chérie (Love that brute) d'Alexander Hall
- 1951 : Nuit de noces mouvementée (The Groom Wore Spurs) de Richard Whorf

### Télévision
- 1952-1955 : I Married Joan, série